# Säppi
Säppi (en suédois : Säbbskär) est une île de Finlande en mer de Botnie.

## Géographie
Située à 20 km à l'Ouest de Pori, elle appartient à la municipalité d' Eurajoki. Elle s'étend sur 1,3 km de longueur et 1,1 km de largeur.

## Histoire
Le phare de Säppi, construit en 1873, est classé à la direction des musées de Finlande. En 1959, y a été fondé un observatoire ornithologique. L'île fait partie du Parc national de la mer de Botnie depuis 2011. 4 000 touristes la visitent chaque année.  
En août 1997, sur sa rive Nord a été retrouvé des dauphins morts.

## Faune
En dehors de son importante faune ornithologique, l'île abrite aussi une espèce sauvage de mouflon corse ainsi que des highlands. 

## Galerie

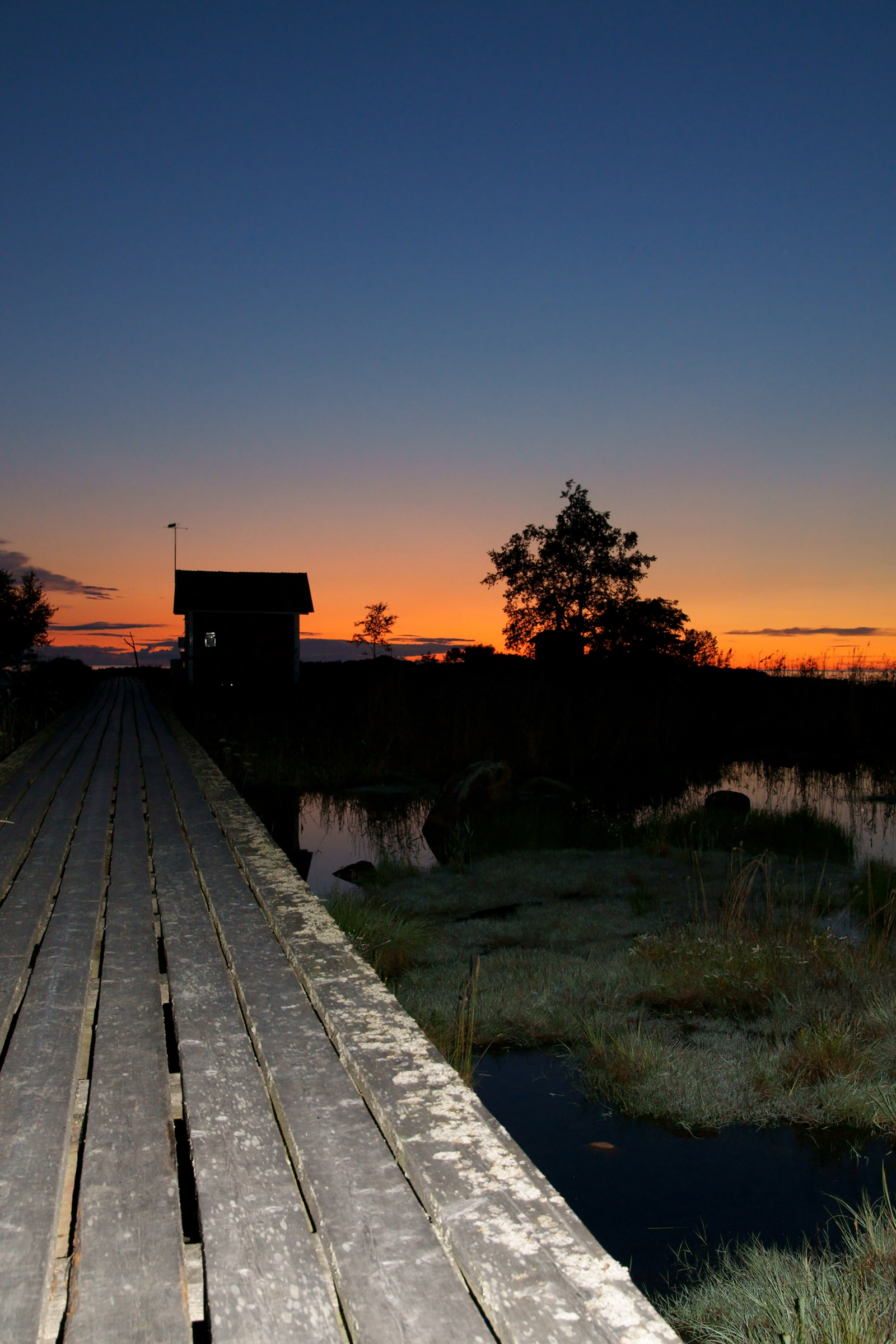
Coup de soleil sur le port
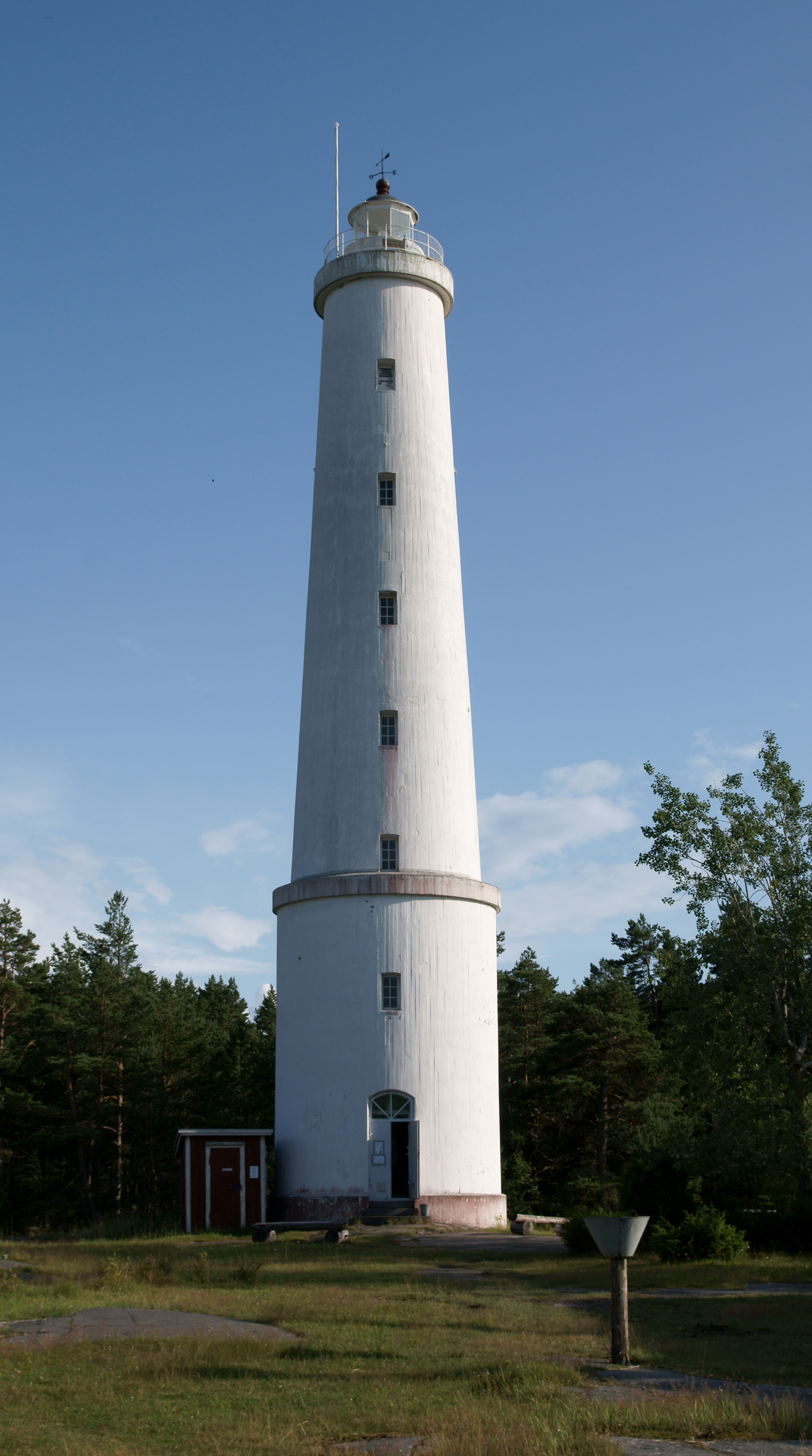
Le phare
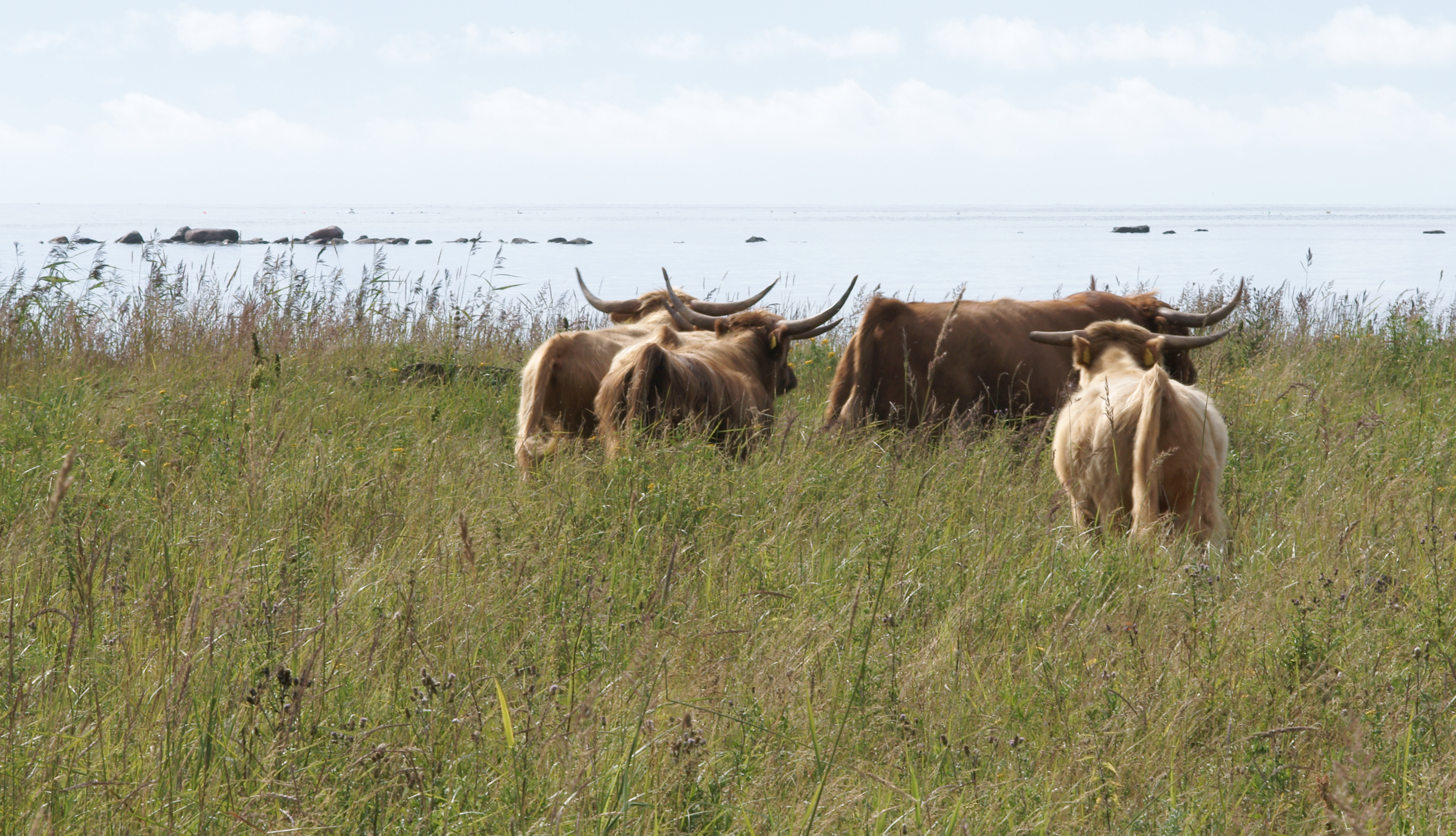
Highlands de l'île